# Yigoga pretiosissima
Yigoga pretiosissima là một loài bướm đêm trong họ Noctuidae.